# Skrajna Baszta

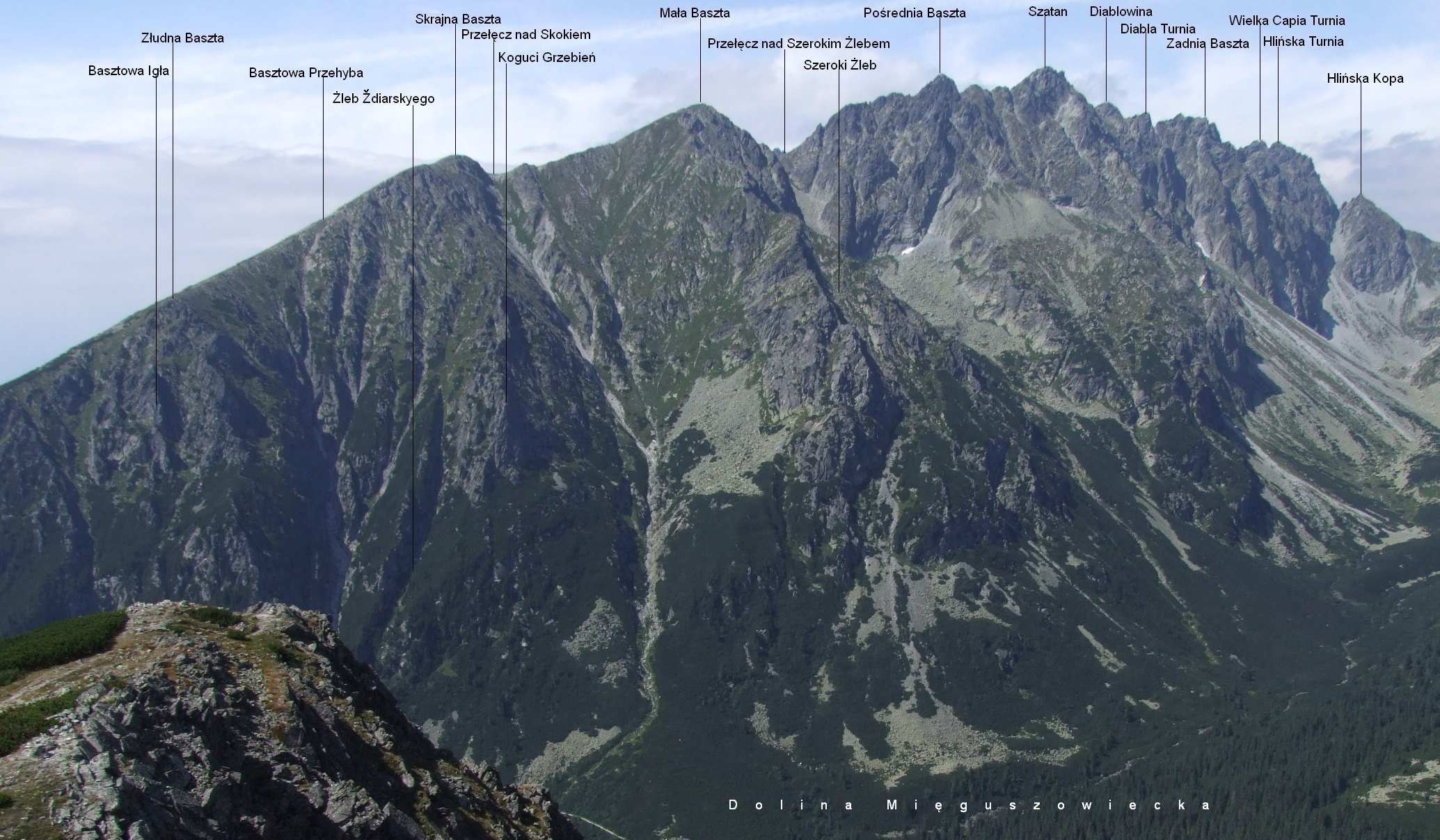
Skrajna Baszta pierwsza po lewej stronie. Widok z Osterwy

Skrajna Baszta (słow. Patria, niem. Patria, węg. Pátria, 2203 m) – szczyt tatrzański położony na terenie Słowacji, w Grani Baszt (Hrebeň bášt) rozdzielającej doliny: Młynicką (Mlynická dolina) i Mieguszowiecką (Mengusovská dolina).
Skrajna Baszta kończąca Grań Baszt sąsiaduje z Małą Basztą (Malá bašta), od której oddziela ją Przełęcz nad Skokiem (2176 m). W kierunku południowym od szczytu schodzi piarżysty stok (jego wysunięty na wschód, nieco wypłaszczony fragment zwany jest Złudną Basztą), przechodzący w porośnięte trawą, a niżej kosodrzewiną zbocze, które przechodzi w lesisty grzbiet o nazwie Drygant (Trzygań, słow. Trigan). Na południowych, łagodnie nachylonych stokach klasyczne dla Tatr piętra roślinności; dobrze zachowane lasy świerkowe, wyżej lasy limbowe i nieprzebyte gąszcze kosodrzewiny. Stoki zachodnie (Dolina Młynicka) są znacznie bardziej strome; pas kruchych ścianek o wysokości do kilkudziesięciu metrów, piarżyska i strome, lesisto-kosówkowe zbocze. W dolnej części zbocza opadającego na Pośrednią Polanę znajdują się dwie turnie: Turnia przed Skokiem i Ściana przed Skokiem, oddzielone Żlebem przed Skokiem.
Zbocze opadające ku południowemu wschodowi i wschodowi, do Doliny Mięguszowieckiej, ma deniwelację ponad 600 m. Jest tak strome, że trudno ustalić czy to jeszcze zbocze, czy już ściana. Między jego podstawą, a Magistralą Tatrzańską ciągnie się pas kosodrzewiny o pionowej rozpiętości około 200 m. Po bokach ograniczone jest żlebem spod Przełęczy nad Skokiem i depresją spod Basztowej Przehyby. Z wybrzuszenia w grani opada ku wschodowi żebro. Pomiędzy nim a Basztową Przehybą są trzy głębokie żleby. Prawy z nich (Żleb Ždiarskyego) opada na kosodrzewinowe łany nad Magistralą Tatrzańską, dwa pozostałe są prawymi odgałęzieniami Basztowej Przehyby. W stromych południowo-wschodnich stokach Złudnej Baszty tkwi wybitna turnia – Basztowa Igła.
W stokach Skrajnej Baszty znaleziono pozostałości kopalni rudy miedzi, którą wydobywano tutaj prawdopodobnie przed 1535 r. Zatem szczyt odwiedzany był znacznie wcześniej niż pierwsze odnotowane wejścia. Turyści i kartografowie wchodzili na wierzchołek od dawna. Nazwa Patria pochodzi od narzeczowej formy słowa patrzeć, świadczącej o atrakcyjności widokowej szczytu (niektóre źródła podają, że nazwa pochodzi od znaku mierniczego stawianego na szczytach). Pierwszym znanym zdobywcą najprawdopodobniej był Martin Róth (26 czerwca 1875 r.), później byli tu Jan Gwalbert Pawlikowski i Maciej Sieczka (ok. 1880 r.). Pierwsze znane wejście zimowe należy do Theodora Wundta (22 grudnia 1891 r.).

## Turystyka i taternictwo
W 1935 wybudowano na zboczach Skrajnej Baszty nowy wzorcowo rozwiązany szlak turystyczny poprowadzony wysoko ponad dnem Doliny Mięguszowieckiej, trzymający się mniej więcej wysokości 1500 m n.p.m.
  – czerwony szlak ze Szczyrbskiego Jeziora nad Popradzki Staw. Czas przejścia 1:15 h, ↓ 1:05 h.
Drogi wspinaczkowe
1. Z Przełęczy nad Skokiem, północną granią; 0+ w skali tatrzańskiej, czas przejścia na szczyt Małej Baszty 5 min
2. Wschodnim żlebem; III, 3 godz.
3. Prawym żlebem południowo-wschodniego zbocza; 0+, miejsca I, 1 godz. 30 min
4. Prawą gałęzią głównego żlebu; 0, odcinek I, kilka miejsc II, 2 godz.
5. Środkową gałęzią głównego żlebu; III, 2 godz.
6. Lewą częścią południowo-wschodniej ściany; III, 2 godz. 30 min
7. Południowym zboczem, z Dryganta; 0, od Magistrali 2 godz.
8. Zachodnim zboczem, z Pośredniej Polany; 0-, od szlaku 1 godz. 30 min[3].